# Hemipus
A Hemipus a madarak osztályának verébalakúak (Passeriformes) rendjébe és a vangagébicsfélék (Vangidae) családjába tartozó nem.

## Rendszerezés
Besorolásuk vitatott, egyes rendszerezők szerint a tüskésfarúfélék (Campephagidae) családjába tartoznak.
A nembe az alábbi 2 faj tartozik:
- Hemipus hirundinaceus
- szalagosszárnyú légykapógébics (Hemipus picatus)